# Moacir Peixoto
Moacyr Peixoto (Niterói, 30 de abril de 1920 – São Paulo, 1 de outubro de 2003) foi um pianista brasileiro. Seu irmão foi o cantor Cauby Peixoto.